# Down Under (cântec)
Down under este un cântec New Wave cu influențe reggae, cel mai cunoscut cântec al trupei Men at Work, publicat pe albumul lor de debut Business as Usual.
Down under a devenit un cântec patriotic în Australia.
Versurile sunt despre un călător australian mândru de naționalitatea sa și despre interacțiunile lui cu oamenii pe care îi întâlnește. În cântec sunt menționate 2 locuri de pe glob, Bruxelles și Bombay, și se poartă dialoguri cu trei oameni întâlniți în drum, în fiecare dintre ele vorbindu-se cu admirație despre Australia. Cântecul începe cu sunete de flaut ce revin pe parcursul cântecului și sunt o parte importantă din orchestrație. 
Numele cântecului vine de la Down Under, un colocvialism ce se referă la Australia.